# Pseudophilautus mooreorum
Espèce
Synonymes
- Philautus mooreorum Meegaskumbura & Manamendra-Arachchi, 2005

Statut de conservation UICN

 EN B1ab(iii)+2ab(iii) : En danger
Pseudophilautus mooreorum est une espèce d'amphibiens de la famille des Rhacophoridae.

## Répartition
Cette espèce est endémique du Sri Lanka. Elle se rencontre dans les monts Knuckles, entre 1 100 et 1 245 m d'altitude,.

## Description
Pseudophilautus mooreorum  mesure de 29 à 31 mm pour les mâles et de 34 à 35 mm pour les femelles. Son dos est vert brillant et son ventre blanc.

## Étymologie
Son nom d'espèce, mooreorum, lui a été donné en référence à Gordon et Betty Moore, fondateurs de la Gordon and Betty Moore Foundation.

## Publication originale
- Meegaskumbura & Manamendra-Arachchi, 2005 : Description of eight new species of shrub-frogs (Ranidae : Rhacophorinae : Philautus) from Sri Lanka. The Raffles Bulletin of Zoology, Supplement Series, no 12, p. 305-308 (texte intégral).